# Parpary
Parpary (dawniej: niem. Parpahren) – wieś w Polsce położona w województwie pomorskim, w powiecie sztumskim, w gminie Sztum, nad rzeką Nogat.
W latach 1975–1998 miejscowość administracyjnie należała do województwa elbląskiego.
We wsi mieści się kościół filialny pod wezwaniem Matki Bożej Nieustającej Pomocy (zbudowany i konsekrowany w 1937), ponadto nieopodal kaplicy wciąż stoi budynek dawnego urzędu celnego.